# Byn
Byn is een plaats in de gemeente Nordanstig in het landschap Hälsingland en de provincie Gävleborgs län in Zweden. De plaats heeft 118 inwoners (2005) en een oppervlakte van 56 hectare.